# 麗しの女〜香りはバイオレット
| 専門評論家によるレビュー | 専門評論家によるレビュー |
| レビュー・スコア         | レビュー・スコア         |
| 出典                     | 評価                     |
| ------------------------ | ------------------------ |
| オールミュージック       | [ 1 ]                    |
| ローリング・ストーン     | [ 2 ]                    |

『麗しの女〜香りはバイオレット』（うるわしのひと〜かおりはバイオレット、原題：Wild Heart of the Young）は、シンガー/ソングライターのカーラ・ボノフのサードアルバム。このアルバムにはボノフ唯一のトップ40ヒットである「パーソナリィ」が収録されており、ビルボードシングルチャートで19位に達した。これはボノフ自身によって書かれたものではないという点で通常とは異なっている。 

## トラックリスト
特記あるものを除きすべてカーラ・ボノフによる楽曲 
| #  | タイトル                                                     | 作詞 | 作曲・編曲 | 時間 |
| -- | ------------------------------------------------------------ | ---- | ---------- | ---- |
| 1. | 「パーソナリィ - Personally」(ポール・ケリー)                |      |            | 3:37 |
| 2. | 「香りはバイオレット - Please Be the One」                   |      |            | 4:07 |
| 3. | 「あなたに抱かれて - I Don't Want to Miss You」              |      |            | 4:29 |
| 4. | 「たとえば愛が - Even If」                                   |      |            | 4:05 |
| 5. | 「ウォーク・アウェイ - Just Walk Away」                      |      |            | 4:15 |
| 6. | 「恋人達の肖像 - Gonna Be Mine」(ボノフ, ケニー・エドワーズ) |      |            | 3:59 |
| 7. | 「麗しの女 - Wild Heart of the Young」                       |      |            | 4:51 |
| 8. | 「イット・ジャスト・テイクス・ワ - It Just Takes One」       |      |            | 4:41 |
| 9. | 「ドリーム - Dream」                                         |      |            | 3:52 |

## 評価
ローリング・ストーンのスティーブン・ホールデンは、このアルバムでボノフは「受動的敗者の役割をやっと止めた」と述べ、「彼女はもはやあまりにも意欲的な恋の犠牲者ではないようにスタイルを強化しました」と記している。彼は、「彼女の最高のパフォーマンスで、彼女はポール・ケリーの「パーソナリィ」を…性的いじめのずるい離れ業に変えた」と語っている。そして、アルバムの締めくくりに「最高の状態で、自信を持ってかかとを蹴りながら、70年代LAのスモッグっぽくて優雅なロマン主義にさよならを言う」。
オールミュージックのウィリアム・ルールマンは「パーソナリィ」を「ボノフの他の作品とはまったく異なる、内気でキャッチーなポップソング」と振り返った。「アルバムの大部分を占めていたボノフのオリジナル曲は、彼女のデビュー時の標準セットに達しておらず、『麗しの女〜香りはバイオレット』はコロンビア・レコードでの3枚のアルバムの中で最も弱かった」と述べた。

## チャート

### 週間チャート
| グラフ（1982）   | 最高位 |
| ---------------- | ------ |
| US Billboard 200 | 49     |

## サウンドトラック
『麗しの女〜香りはバイオレット』はドラマ『素晴らしき日々』の最終話「16歳の恋」のサウンドトラックである。 また、1980年代半ばのメロドラマRitualsのエピソードでも使用された。 

## パーソネル
- カーラ・ボノフ – リードボーカル、ピアノ、アコースティックギター、エレクトリックギター、バックグラウンドボーカル
- ラス・カンケル – ドラム、パーカッション
- ボブ・グラウブ – ベースギター、エレキギター
- アンドリュー・ゴールド –エレクトリックギター、エレクトリックピアノ、オルガン、パーカッション、バックグラウンドボーカル
- ダニー・コーチマー – エレキギター
- ケニー・エドワーズ – エレクトリックギター、バックグラウンドボーカル
- ホーク・ウォリンスキー – オルガン、エレクトリックピアノ、シンセサイザー
- ビル・ペイン – シンセサイザー、オルガン
- スティーブ・フォーマン – パーカッション
- アイラ・イングバー – エレキギター
- ジョー・ウォルシュ – エレキギター
- ワディ・ワクテル – エレキギター
- デイヴィッド・サンボーン - サックス
- ビクター・フェルドマン – ビブラフォン
- マーク・ジョーダン – オルガン
- フィル・ケンジー–  サックス
- ドン・ヘンリー – バックグラウンドボーカル
- ティモシーB.シュミット – バックグラウンドボーカル
- J.D.サウザー – バックグラウンドボーカル
- ウェンディ・ウォルドマン – バックグラウンドボーカル
- ブロック・ウォルシュ – バックグラウンド・ボーカル